# Escritura colaborativa
La escritura colaborativa, también denominada hiperficción constructiva, es uno de los tipos de narrativa hipertextual, es decir, son los textos narrativos redactados mediante la colaboración entre varios autores, en especial gracias a la utilización de las "nuevas tecnologías". El formato wiki y el blog colectivo son dos de las formas que adopta la escritura colaborativa en este momento.

## Relación lector-autor
A diferencia de la Hiperficción explorativa, en la hiperficción constructiva el lector puede modificar la historia. La hiperficción constructiva consiste en el trabajo colaborativo de varios autores. 
Antecedentes de este tipo de creación colectiva los ofrece la considerada "alta literatura". Así, los críticos consideran que, por ejemplo, las epopeyas homéricas son resultado de la unión de varias obras menores de autores diversos, resultado, por lo tanto, de la labor de varias manos. En la literatura del Siglo de Oro español tampoco era extraño ver a varios autores (algunos de ellos de primera fila) colaborando en la escritura de una sola obra. Más recientemente, en el siglo XX, los vanguardistas inventaron el método de los cadáveres exquisitos, elaborados también por varios escritores. Por último, también en el siglo XX, era relativamente común la redacción de novelas colectivas, normalmente con un escritor de reconocido prestigio como coordinador. 
El medio escrito en papel, y la lentitud (relativa) de las comunicaciones antes de la existencia de internet hacían sin embargo que estos procesos fueran generalmente restringidos en número de participantes, y poco ágiles y directos en los medios de colaboración.
Algunas definiciones coinciden en que la escritura colaborativa se trata de un conjunto de personas que por medio de la comunicación en línea y utilizando herramientas y software hacen aportaciones de forma personal para el enriquecimiento de un texto en específico.

## La literatura colaborativa
Internet ofrecía desde sus comienzos posibilidades novedosas de colaboración creativa. Inicialmente, la mayoría de estos intentos daban como resultado obras lineales, o como mucho hipertextuales. En la mayoría de estos casos, sigue habiendo una voz autorial que domina el proceso, y que decide lo que es bueno y puede entrar en el texto y lo que no. Recientemente, sin embargo, se han desarrollado proyectos que intentan superar esta limitación:
- Escríbeme
- Relátame
- El libro flotante de Caytran Dölphin
- Literativa
- Coompone

Un paso más allá serían los proyectos desarrollados empleando el formato wiki, el mismo que emplea la Wikipedia, que facilita la cooperación entre autores. Estos son algunos ejemplos las wikis de Wikia.
Recientemente se han desarrollado proyectos más ambiciosos de escritura colaborativa empleando el formato wiki, apoyados por instituciones educativas o editoriales. Se trata de la Wikinovela, desarrollada por la Universidad de Deusto, que es un intento de crear una obra colectiva, multilingüe e hipertextual, el proyecto A Million Penguins, desarrollado por la conocida editorial británica Penguin, o la Poepedia, el primer wikipoema.
Los aportes activos más libres para la edición y colaboración pueden estar asociados a lugares, clubes, instituciones que o bien se hallan anidados en un artículo mayor como sección o bien se hallan referidos y cuentan con un enlace a un artículo propio. Es el caso de la edición compartida de los datos de localidades, sus clubes, escuelas e instituciones; generalmente algún o algunos referentes de cada espacio aporta los datos y las referencias.
Los grupos de trabajo comparten información como meta, presentando una sinergia neutral o negativa, con una responsabilidad individual comprometiendo habilidades aleatorias y diversas. En contraposición los equipos de trabajo, y el trabajo colaborativo presentan un desempeño colectivo, con una sinergia positiva, una responsabilidad individual y mutua, comprometiendo habilidades complementarias.